# 동로초등학교
동로초등학교는 대한민국 경상북도 문경시 동로면 노은리에 있는 공립 초등학교이다.

## 학교 연혁
- 1929년 4월 15일 동로공립보통학교(4년제) 개교(2학급)설립인가 2월 28일
- 1938년 4월 1일 동로공립심상소학교로 개칭
- 1939년 4월 1일 6년제로 승격
- 1941년 4월 1일 동로공립국민학교로 개칭
- 1945년 5월 1일 생달분교장 개교
- 1963년 10월 5일 석항분교장 개교
- 1981년 3월 1일 병설유치원(1학급) 개원
- 1993년 3월 1일 수평국민학교 본교에 통폐합
- 1995년 3월 1일 생달분교장 본교에 통폐합
- 1996년 3월 1일 석항분교장 본교에 통폐합
- 1996년 3월 1일 동로초등학교로 개칭
- 1997년 3월 1일 특수학급(1학급) 신설
- 2006년 9월 21일 지혜의 샘 도서관 개관
- 2018년 2월 9일 제86회 졸업식(여5명 누계 3,518명)
- 2018년 3월 1일 6학급 편성(특수학급 1학급 포함)
- 2018년 9월 1일 제31대 강신권 교장 부임

## 참고 자료
- 동로초등학교 - 한국교육학술정보원 학교알리미